# Джон Карл Бюхлер
Джон Карл Бюхлер (англ. John Carl Buechler) — американський режисер, сценарист, актор, постановник спецефектів і гример.

## Біографія
Джон Карл Бюхлер народився в місті Беллвілл штат Іллінойс. Починав свою кар'єру в компанії Роджера Кормана «New World Pictures». Потім працював з Чарльзом Бендом у його компанії «Empire Pictures». Як режисер відомий завдяки фільмам жахів «Господар підземної в'язниці» (1984), «Троль» (1986) та «П'ятниця 13-е, частина 7: Нова кров» (1988). Був номінований на премію «Сатурн» за найкращі спецефекти до картин «Заборонений світ» (1982), за найкращий грим до фільмів «Реаніматор» (1985) і «З іншого виміру» (1986). На кінофестивалі фантастичних фільмів в Остіні отримав приз за спецефекти до картини «Сокира» (2006). На кінофестивалі «Screamfest» він також отримав приз за найкращі спецефекти до картини «Прокляття золотої шахти» (2003).

## Фільмографія

### Режисер, сценарист, продюсер
| Рік  |    | Українська назва                              | Оригінальна назва                           | Роль                         |
| ---- | -- | --------------------------------------------- | ------------------------------------------- | ---------------------------- |
| 1982 | ф  | Чаклунка                                      | Sorceress                                   | режисер другого плану        |
| 1983 | ф  | Ловчий смерті                                 | Deathstalker                                | режисер додаткових сцен      |
| 1984 | ф  | Господар підземної в'язниці                   | Ragewar                                     | режисер, сценарист           |
| 1985 | ф  | Хард-рок зомбі                                | Hard Rock Zombies                           | режисер другого плану        |
| 1986 | ф  | Троль                                         | Troll                                       | режисер, сценарист           |
| 1987 | ф  | Жах підземелля                                | Cellar Dweller                              | режисер                      |
| 1988 | ф  | Диявольське перетворення                      | Demonwarp                                   | сценарист                    |
| 1988 | ф  | П'ятниця 13-е, частина 7: Нова кров           | Friday the 13th Part VII: The New Blood     | режисер                      |
| 1991 | в  | Гобліни 3: Гобліни вирушають до коледжу       | Ghoulies III: Ghoulies Go to College        | режисер                      |
| 1991 | с  | Земля зниклих                                 | Land of the Lost                            | режисер                      |
| 1992 | ф  | Людське сім'я                                 | Seedpeople                                  | режисер другого плану        |
| 1997 | с  | Тарзан: Героїчні пригоди                      | Tarzan: The Epic Adventures                 | режисер                      |
| 1998 | ф  | Спостерігачі: Відродження                     | Watchers Reborn                             | режисер                      |
| 2002 | ф  | Прокляття золотої шахти                       | Curse of the Forty-Niner                    | режисер                      |
| 2003 | ф  | Заморожений жах                               | Deep Freeze                                 | режисер, продюсер            |
| 2003 | ф  | Світло в лісі                                 | A Light in the Forest                       | режисер, сценарист           |
| 2004 | ф  | Місце дідуся                                  | Grandpa's Place                             | режисер                      |
| 2006 | тф | Ящір                                          | Saurian                                     | режисер, сценарист           |
| 2006 | тф | Формула раю                                   | The Eden Formula                            | режисер, сценарист           |
| 2006 | ф  | Дивна історія доктора Джекіла і містера Хайда | The Strange Case of Dr. Jekyll and Mr. Hyde | режисер, сценарист           |
| 2011 | ф  |                                               | Monsterpiece Theatre Volume 1               | продюсер, артдиректор        |
| 2015 | ф  | Прихована долина: Пробудження                 | Hidden Valley the Awakening                 | режисер, продюсер            |
| 2015 | ф  |                                               | Wizardream                                  | режисер, сценарист, продюсер |
| 2016 | ф  |                                               | Ring of the Fallen                          | режисер, сценарист           |

### Актор
| Рік  |   | Українська назва                    | Оригінальна назва                       | Роль                                   |
| ---- | - | ----------------------------------- | --------------------------------------- | -------------------------------------- |
| 1978 | ф | Стингрей                            | Stingray                                | Вогнемет                               |
| 1984 | ф | Господар підземної в'язниці         | Ragewar                                 | Ratspit                                |
| 1985 | ф | Шоу страху                          | Fright Show                             |                                        |
| 1986 | ф | Троль                               | Troll                                   | чаклун                                 |
| 1988 | ф | П'ятниця 13-е, частина 7: Нова кров | Friday the 13th Part VII: The New Blood | пожежний, який підіймає маску Джейсона |
| 1990 | ф | Спальний вагон                      | The Sleeping Car                        | Містер                                 |
| 1995 | ф | Прибулець з іншої планети           | Not of This Earth                       | Інший                                  |
| 2006 | ф | Сокира                              | Hatchet                                 | Джек Крекер                            |
| 2006 | ф | Зловісний Бонг                      | Evil Bong                               | Gingerdead Man Puppeteer               |
| 2008 | ф | Спечений 2                          | Gingerdead Man 2: Passion of the Crust  | Орсон Біггс                            |
| 2009 | ф | Пекельний Біллі 58                  | HellBilly 58                            | Оповідач                               |
| 2010 | ф | Сокира 2                            | Hatchet II                              | Джек Крекер                            |
| 2011 | ф |                                     | Monsterpiece Theatre Volume 1           | Ден людина бур'ян / Хаймі Біс          |
| 2013 | с |                                     | Talent Watch                            | гість                                  |
| 2014 | ф | Герой дня                           | Catch of the Day                        | детектив Мартін Спенглер               |

### Спецефекти
- 1980 — Галаксіна / Galaxina
- 1980 — Доктор Гекіл і містер Гайп / Dr. Heckyl and Mr. Hype
- 1982 — Чаклунка / Sorceress
- 1982 — Андроїд / Android
- 1984 — Господар підземної в'язниці / Ragewar
- 1984 — Здобич / The Prey
- 1984 — Трансери / Trancers
- 1984 — Гобліни / Ghoulies
- 1985 — Хард-рок зомбі / Hard Rock Zombies
- 1986 — Троль / Troll
- 1986 — Механічні вбивці / Eliminators
- 1986 — Страхобачення / TerrorVision
- 1986 — Той, що зачаївся / Crawlspace
- 1986 — З іншого виміру / From Beyond
- 1987 — Ляльки / Dolls
- 1987 — Гість[en] / The Caller
- 1987 — Малюки зі сміттєвого бака / The Garbage Pail Kids Movie
- 1987 — Дівчата-рабині з нескінченності / Slave Girls from Beyond Infinity
- 1987 — В'язниця / Prison
- 1988 — Жах підземелля / Cellar Dweller
- 1988 — Диявольське перетворення / Demonwarp
- 1988 — П'ятниця 13-е, частина 7: Нова кров / Friday the 13th Part VII: The New Blood
- 1988 — Місто-привид / Ghost Town
- 1988 — Кошмар на вулиці В'язів 4: Повелитель сну / A Nightmare on Elm Street 4: The Dream Master
- 1988 — Гобліни 2 / Ghoulies II
- 1988 — Хелловін 4: повернення Майкла Маєрса / Halloween 4: The Return of Michael Myers
- 1988 — Дракула: Любовна історія / To Die For
- 1988 — Заклинатель / Spellcaster
- 1989 — Арена / Arena
- 1989 — Індіана Джонс і останній хрестовий похід / Indiana Jones and the Last Crusade
- 1989 — Наречена реаніматора / Bride of Re-Animator
- 1991 — Син темряви / Son of Darkness: To Die for II
- 1991 — Гобліни 3: Гобліни вирушають до коледжу / Ghoulies III: Ghoulies Go to College
- 1992 — Демонічні іграшки / Demonic Toys
- 1992 — Людське сім'я / Seedpeople
- 1993 — Карнозавр / Carnosaur
- 1993 — На захід від червоної скелі / Red Rock West
- 1993 — Книга Мертвих / Necronomicon
- 1994 — Острів динозаврів / Dinosaur Island
- 1994 — Сканер-поліцейський / Scanner Cop
- 1994 — Кіборг 3: Переробник / Cyborg 3: The Recycler
- 1995 — Металевий звір / Project: Metalbeast
- 1995 — Страх / The Fear
- 1995 — Кінотеатр «Бікіні» / Bikini Drive-In
- 1995 — Біозавр 2 / Biohazard: The Alien Force
- 1996 — Нелюдський / Inhumanoid
- 1996 — Тарзан: Героїчні пригоди / Tarzan: The Epic Adventures
- 1996 — Карнозавр 3 / Carnosaur 3: Primal Species
- 1998 — Спостерігачі: Відродження / Watchers Reborn
- 2000 — Чотири собаки грають у покер / Four Dogs Playing Poker
- 2000 — Кривавий серфінг / Krocodylus
- 2001 — Після бурі / After the Storm
- 2002 — Прокляття золотої шахти / Curse of the Forty-Niner
- 2003 — Темний вовк / Dark Wolf
- 2003 — Заморожений жах / Deep Freeze
- 2003 — Поцілунок мумії / The Mummy's Kiss
- 2004 — Будинок болю доктора Моро / Dr. Moreau's House of Pain
- 2004 — Місце дідуся / Grandpa's Place
- 2004 — Могила перевертня / Tomb of the Werewolf
- 2004 — Кривава оргія Графині Дракули / Countess Dracula's Orgy of Blood
- 2005 — Морг / Mortuary
- 2005 — Спечений / The Gingerdead Man
- 2006 — Сокира / Hatchet
- 2006 — Дивна історія доктора Джекіла і містера Хайда / The Strange Case of Dr. Jekyll and Mr. Hyde
- 2011 — Monsterpiece Theatre Volume 1
- 2011 — Гієни / Hyenas
- 2013 — Трансери: Місто загублених ангелів / Trancers: City of Lost Angels
- 2015 — Прихована долина: Пробудження / Hidden Valley the Awakening

### Гример
- 1978 — Стингрей / Stingray
- 1982 — Заборонений світ / Forbidden World
- 1983 — Любовні листи / Love Letters
- 1983 — Мавзолей / Mausoleum
- 1983 — Ловчий смерті / Deathstalker
- 1985 — Солдат з іншої планети / Zone Troopers
- 1985 — Реаніматор / Re-Animator
- 1985 — Шоу страху / Fright Show
- 1986 — Порочні губи / Vicious Lips
- 1987 — Ляльки / Dolls
- 1987 — Малюки зі сміттєвого бака / The Garbage Pail Kids Movie
- 1988 — Кошмар на вулиці В'язів 4: Повелитель сну / A Nightmare on Elm Street 4: The Dream Master
- 1988 — Pulse Pounders
- 1989 — Робот Джокс / Robot Jox
- 1989 — Наречена реаніматора / Bride of Re-Animator
- 1989 — Привид опери / The Phantom of the Opera
- 1990 — Спальний вагон / The Sleeping Car
- 1991 — Гобліни 3: Гобліни вирушають до коледжу / Ghoulies III: Ghoulies Go to College
- 1991 — Фредді мертвий. Останній кошмар / Freddy's Dead: The Final Nightmare
- 1993 — Північна сторона / Northern Exposure
- 1994 — Таммі і динозавр / Tammy and the T-Rex
- 1995 — Сканер-поліцейський 2 / Scanner Cop II
- 1995 — Хелловін 6: проклін Майкла Маєрса / Halloween: The Curse of Michael Myers
- 1995 — Піранья / Piranha
- 1996 — Шосе / Freeway
- 1996 — Тарзан: Героїчні пригоди / Tarzan: The Epic Adventures (TV Series)
- 1997 — Прибулець, що втік / Alien Escape
- 1998 — Каспер зустрічає Венді / Casper Meets Wendy
- 1999 — Страх Хелловін / The Fear: Resurrection
- 2000 — Чотири собаки грають у покер / Four Dogs Playing Poker
- 2001 — Після бурі / After the Storm
- 2002 — Прокляття золотої шахти / Curse of the Forty-Niner
- 2003 — Світло в лісі / A Light in the Forest
- 2004 — У пошуках крові / Out for Blood
- 2006 — Дивна історія доктора Джекіла і містера Хайда / The Strange Case of Dr. Jekyll and Mr. Hyde
- 2008 — Спечений 2 / Gingerdead Man 2: Passion of the Crust
- 2010 — Молодик / Neowolf
- 2011 — Monsterpiece Theatre Volume 1